# Eriotheca pentaphylla
Eriotheca pentaphylla är en malvaväxtart som först beskrevs av Vell., och fick sitt nu gällande namn av André Georges Marie Walter Albert Robyns. Eriotheca pentaphylla ingår i släktet Eriotheca och familjen malvaväxter. Inga underarter finns listade i Catalogue of Life.